# سوککولوو
سوککولوو (انگلیسی: Sukkulovo) یک شهرک در شهرستان دیورتیورلینسکی در استان باشقیرستان کشور روسیه است.